# Nicaraguanisch-osttimoresische Beziehungen
Die nicaraguanisch-osttimoresischen Beziehungen beschreiben das zwischenstaatliche Verhältnis von Nicaragua und Osttimor.
Die Kontakte zwischen Nicaragua und Osttimor waren bisher spärlich. Die beiden Staaten nahmen am 2. November 2007 am Sitz der Vereinten Nationen in New York diplomatische Beziehungen auf. Beide Staaten gehören zur Bewegung der Blockfreien Staaten und zur Gruppe der 77. Weder hat Nicaragua  eine Botschaft in Osttimor, noch Osttimor eine diplomatische Vertretung in Nicaragua.
Für 2018 gibt das Statistische Amt Osttimors keine Handelsbeziehungen zwischen Nicaragua  und Osttimor an. In beiden Staaten spielt Kaffee eine wichtige Rolle in der nationalen Wirtschaft.
Nach starken Regenfällen, die 2011 in Nicaragua schwere Zerstörungen verursachten, sprach der Ministerrat Osttimors seine „Solidarität und Sympathie“ für die Opfer und ihre Familien dieser Naturkatastrophe aus.